# 수원시 갑
수원시 갑은 대한민국의 국회의원 선거구이다. 경기도 수원시 장안구의 일부 지역을 관할한다. 현직 국회의원은 더불어민주당의 김승원이다.

## 역사
제19대 국회의원 선거를 앞두고 수원시 지역의 선거구가 개편되었다. 이에 장안구 전 지역이 수원시 갑 선거구를 형성하게 되었다.
제20대 국회의원 선거를 앞두고 율천동을 수원시 을 선거구로 넘겼다.

## 관할 구역
| 대수  | 관할 구역                                                                                 |
| ----- | ----------------------------------------------------------------------------------------- |
| 19대  | 수원시 장안구 일원                                                                        |
| 20대~ | 수원시 장안구 파장동, 정자1동, 정자2동, 정자3동, 영화동, 송죽동, 조원1동, 조원2동, 연무동 |

## 역대 국회의원
| 선거   | 정당 | 정당         | 의원   |
| ------ | ---- | ------------ | ------ |
| 2012년 |      | 민주통합당   | 이찬열 |
| 2016년 |      | 더불어민주당 | 이찬열 |
| 2020년 |      | 더불어민주당 | 김승원 |
| 2024년 |      | 더불어민주당 | 김승원 |

## 역대 선거 결과

### 대한민국 제19대 국회의원 선거
|  | 51.62% |

|  | 43.50% |

|  | 2.99% |

|  | 1.86% |

### 대한민국 제20대 국회의원 선거
|  | 47.42% |

|  | 37.40% |

|  | 15.17% |

### 대한민국 제21대 국회의원 선거
|  | 59.17% |

|  | 39.58% |

|  | 1.24% |

### 대한민국 제22대 국회의원 선거
|  | 55.54% |

|  | 42.16% |

|  | 2.28% |